# Lilianna Solnica-Krezel
Lilianna Solnica-Krezel (ur. 1961) – profesor Szkoły Medycznej Uniwersytetu Waszyngtona w St. Louis. W 1985 uzyskała tytuł magistra (specjalność biologia molekularna) na Wydziale Biologii  Uniwersytetu Warszawskiego, doktorat w 1991 w dziedzinie onkologii, na Uniwersytecie Wisconsin w Madison. Jej badania, prowadzone z Stanach Zjednoczonych, koncentrują się na mechanizmach gastrulacji przy użyciu danio pręgowanego jako organizmu modelowego. Autorka ponad 100 publikacji z zakresu biologii molekularnej, była przewodnicząca Towarzystwa Rozwoju Biologii.